# Zea nicaraguensis
Espèce
Classification phylogénétique
Zea nicaraguensis est une plante tropicale herbacée annuelle de la famille des Poacées. Cette téosinte endémique du sud-est du Nicaragua est proche du maïs cultivé.

## Distribution
Cette espèce se trouve dans les plaines inondables des estuaires de la côte pacifique du Nicaragua de 6 à 15 m d'altitude.
C'est une plante en voie de disparition à l'état sauvage. Deux localisations seulement sont connues, un site comptant 6 000 plants sur 9 hectares l'autre site seulement une trentaine de pieds. Mais l'espèce est préservée ex-situ par les instituts de recherche agricole en tant que ressource génétique précieuse pour l'amélioration du mais cultivé.

## Description
Elle est unique dans le genre Zea par sa capacité à pousser dans les sols gorgés d'eau et inondés. En effet elle pousse dans 0 à 40 cm d'eau calme ou légèrement courante. Comme beaucoup d'espèces poussant en sol anoxique, elle possède des cellules spécialisées dans le transport d'oxygène racinaire.
Elle est morphologiquement proche de Z. luxurians bien que présentant le phénotype le plus caractérisé du groupe Zea

## Génétique
Des essais d'hybridations ont lieu pour intégrer dans le maïs la capacité à pousser dans des sols gorgés d'eau.